# Amphinecta
Amphinecta is een spinnengeslacht uit de familie Desidae. 

## Soorten
- Amphinecta decemmaculata Simon, 1898
- Amphinecta dejecta Forster & Wilton, 1973
- Amphinecta luta Forster & Wilton, 1973
- Amphinecta mara Forster & Wilton, 1973
- Amphinecta milina Forster & Wilton, 1973
- Amphinecta mula Forster & Wilton, 1973
- Amphinecta pika Forster & Wilton, 1973
- Amphinecta pila Forster & Wilton, 1973
- Amphinecta puka Forster & Wilton, 1973
- Amphinecta tama Forster & Wilton, 1973
- Amphinecta tula Forster & Wilton, 1973